# オトノ葉Entertainment
オトノ葉Entertainment(オトノはエンタテインメント)は、2Vo＋2MC＋1DJで結成される日本の5人組ヒップホップグループ。

## メンバー

### 現メンバー
- 川村龍俊（カワムラ タツトシ、1976年5月5日 - ）
  - 東京都出身。O型。Vo担当。リーダー。1995年から2002年まで藤堂 雄太（現・ゆってぃ）とのお笑いコンビ「マンブルゴッチ」として活動していた。堀越高校卒。同級生にTOKIOの松岡昌宏がいた（2011年6月22日放送のオトノバロンでの本人談）
- MACHEE DEF（マチーデフ、1980年10月12日 - ）本名：松本 光司（まつもと こうじ）
  - 東京都出身。AB型。MC担当。2011年4月から東京アナウンス学院の講師としてラップを教えている。元お笑い芸人。ピン芸人として太田プロダクションに所属していた。
- べんきち（1980年10月15日 - ）本名：和田 秀一（わだ しゅういち）
  - 東京都出身。O型。MC担当。元お笑い芸人。お笑いコンビ「チッチポッポイエスマンズ」としてケーアッププロモーションに所属していた。自己紹介ギャグ「小吉！中吉！べんきちです！」は芸人時代から１０年以上続けている。
- 大地（ダイチ、1981年2月28日 - ）本名：井上 大地（いのうえ だいち）
  - 群馬県出身。Vo担当。
- パンチ西原（パンチニシハラ、1979年11月6日 - ）元はDJドンキーの名で活動していたが遅刻が理由でメンバーに改名させられた。
  - 東京都出身。O型。DJ担当。

### 元メンバー
- DJ BARYA
- DJ TORU

## 来歴

### 結成
2002年5月東京都東久留米にて結成。

## ディスコグラフィー

### リリース
- 1st album『大きなオトノ木の下で...』（2005年12月5日）
  1. オトノ木の下
  2. タダタダタンに～switch　on～
  3. HIT　NUTS
  4. ボイン好きpart．２
  5. いんトールど
  6. オトノ葉エクササイズ
  7. 宴～live　live　live～
  8. すぐ♪そこ
  9. フロウ遊び
  10. ストライクゾーン
  11. しりとりリック
  12. オトノ葉音頭
  13. relax
  14. NICE　GUYS
  15. FUNKY　SPICY　COMEDIANS
- 2nd mini album『オトノ家(オトノハウス)』（2006年10月4日）
  1. オトノ葉更新曲
  2. soccer　MC’S
  3. ぶ～いんぐ☆ぱらだい
  4. relax（ver．大地）
  5. f＊＊k　food
  6. HOT　SPOT
  7. オトノ葉クロスワード
  8. 緑の祈り
- キングオブコメディ コラボCD『MC TAKAHASHIfeat.HIROKO KONNO&オトノ葉Entertainment』
  1. MC TAKAHASHI feat. HIROKO KONNO & OTONOHA Entertainment
  2. YOUTHFUL DAYS
  3. sunday morning
  4. MC TAKAHASHI -ver.MC TAKAHASHI KARAOKE-
  5. MC TAKAHASHI -ver. HIROKO KONNO KARAOKE-
- 3rd mini album『FUNKA DROPS』（2008年10月11日）
  1. オトノファイブ
  2. ハイカラ
  3. 四ツ葉 - L.P.G.M -
  4. わんぱくプレイヤー
  5. bath time ♪
  6. Pay Back
  7. ツッコミ巨乳 feat.MEGUMI
  8. オトノ葉カーニバっ！

### 配信限定
- Show New Do feat.みうらじゅん
- さよなら feat.MEGUMI
- プチプチブギウギ[1]
- mini album『OTONO FOLDER』（2011年8月10日）
  1. オトノワールド
  2. picnic.
  3. Bun Bun Swingin'36
  4. Candy☆-Remix- with Cats & SeaSide Village

### タイアップ
- チバテレビ『白黒アンジャッシュ』OPテーマ「Mr.Black and White Men」。
- テレビ東京、『シンボルず』DVD「シンボルず4 特選タン塩編」映像特典にオリジナルPV「Show New Do」収録。
- テレビ東京、『シンボルず』DVD「シンボルず5 特選カルビ編」映像特典にオリジナルPV「さよなら」収録。
- テレビ東京、『シンボルず』DVD「シンボルず6 特選ホルモン編」映像特典にオリジナルPV「ツッコミ巨乳」収録。
- 『わんぱく宣言2009！ 第６回全国こども 作文・スピーチコンテスト』テーマソング「わんぱくプレイヤー」[2]

### かつてのインターネットTV
- オトノバロン[3]（Stickam JAPAN!、2009年7月１日〜2011年07月27日）
川村龍俊、MACHEE DEF、べんきちのみ出演。
- おもいっきりセブンTV（Stickam JAPAN!、2010年12月20日〜2011年6月27日）
メインパーソナリティ べんきち。
- 黒田社長とべんきち係長（Stickam JAPAN!、2011年11月12日-）
べんきちのみ出演
- オトノ葉90分！（Stickam JAPAN!、2011年8月3日〜2011年11月23日）
川村龍俊、MACHEE DEF、べんきちのみ出演
- べんきち24時間TV-2010-（Stickam JAPAN!、2010年8月28日〜29日）
メインパーソナリティ べんきち。コーナーによって他のメンバーが出演。
- べんきち24時間TV-2011-（Stickam JAPAN!、2011年8月20日〜21日）
メインパーソナリティ べんきち。コーナーによって他のメンバーが出演。
- べんきち24時間TV-2012-（Stickam JAPAN!、2012年8月25日〜26日）
メインパーソナリティ べんきち。コーナーによって他のメンバーが出演。
- べんきち24時間TV-2013-（Stickam JAPAN!、2013年8月24日〜25日）
メインパーソナリティ べんきち。コーナーによって他のメンバーが出演。

### 映画
- 2002年、『Laundry』べんきちが学生役で出演。
- 2009年、『グラキン★クイーン』Machee Defがニコ役で主演。
- 2011年、『花子の日記』MACHEE DEFがサトシ役（倉科カナ恋人役）で出演。

## 関連人物
- アンジャッシュ
- おぎやはぎ
- CAPTAIN FUNK
- キングオブコメディ
- 窪塚洋介
- 倉科カナ
- DJ 大自然
- 西田麻衣
- バナナマン
- マシューまさるバロン
- みうらじゅん
- Michiru
- MEGUMI
- ゆってぃ